# Grupo de galaxias M51
El Grupo de M51 es un grupo de galaxias localizables en la constelación de Canes Venatici y en la de Bootes. 
Se nombra el grupo por el miembro más brillante: la Galaxia del Remolino (M51). 
Otros miembros notables son la galaxia compañera de la del Remolino, que es NGC 5195, y la Galaxia del Girasol (M63).

## Galaxias que componen el grupo
- UGC 8215

- UGC 8303

- UGC 8313

- NGC 5023

- UGC 8320

- UGC 8331

- NGC 5055 (M63)

- UGC 8651

- UGC 8760

- NGC 5194 (M51)

- NGC 5195

- UGC 8833

- NGC 5229

- UGC 9240

- Datos: Q2295472
- Multimedia: M51 Group / Q2295472